# Strandkurv
En strandkurv (fra tysk Strandkorb) er en speciel stol, som er designet til beskyttelse mod sollys, vind, regn og sand på strande, der hyppigt benyttes af turister. Strandkurve benyttes for det meste ved kyster med stærk vind. De er især kendt fra det nordtyske kystområde. På den nordfrisiske ø Sild opstilles der i højsæsonen for eksempel ikke færre end 11.000 strandkurve. Men strandkurvene findes også i Danmark og andre europæiske lande. De udlejes blandt andet på de danske vadehavsøer Fanø og Rømø.
Strandkurven menes at være opfundet i 1882 af den tyske kurvefletter Wilhelm Bartelmann i Rostock. Den første udlejning af strandkurve fandt sted et år senere af kurvemagerens kone ved stranden i Warnemünde. Strandkurvene er nu udbredt både ved Østersøen og Nordsøen. I begyndelsen af 1900-tallet kom strandkurvene også til Danmark.
De første strandkurve var endnu ikke stilbare. Nutidens strandkurve er for det meste tosæders typisk med blåstribet betræk. De består blandt andet af bevægelige overdele, integrerede skuffer, armlæn, udtrækbare fodbænke og sideborde samt skyggemarkiser. Der findes også tresæders eller specielle strandkurve for børn. Fletværket består enten af rotting, kunststof eller naturrør. 